# Relais 4 × 100 mètres masculin aux championnats du monde d'athlétisme 2009
Navigation
Osaka 2007 Daegu 2011
L'épreuve du relais 4 × 100 mètres masculin des championnats du monde de 2009 s'est déroulée les 21 et 22 août 2009 dans le Stade olympique de Berlin, en Allemagne. Elle est remportée par l'équipe de Jamaïque (Usain Bolt, Michael Frater, Steve Mullings et Asafa Powell).

## Critères de qualification
Pour se qualifier pour les championnats, les équipes devaient avoir réalisé, en équipe nationale officielle, moins de 39 s 10 (temps électronique), du 1er janvier 2008 au 3 août 2009, et ce dans une compétition éligible.
Pour chaque relais, les fédérations membres pouvaient inscrire jusqu'à six athlètes ; ceux-ci devaient nécessairement inclure tous les athlètes, y compris l'éventuel 4e remplaçant, déjà inscrits à l'épreuve individuelle du 100 m.

## Records
| Record du monde            | 37 s 10 |                                                            | Jamaïque                         |                    | Pékin     |
| Record des championnats    | 37 s 40 | Drummond-Cason-Mitchell-Burrell                            | États-Unis                       | 21 août 1993       | Stuttgart |
| Meilleure performance 2009 | 37 s 46 | "Racers Track Club" Bailey (ANT)-Blake-Forsythe-Bolt (JAM) | Racers Track Club (équipe mixte) | 25 juillet 2009    | Londres   |
| Record d'Afrique           | 37 s 94 | Ezinwa-Adeniken-Obikwelu-Ezinwa                            | Nigeria                          | 9 août 1997        | Athènes   |
| Record d'Asie              | 38 s 03 | Tsukahara-Suetsugu-Takahira-Asahara                        | Japon                            | 1er septembre 2007 | Osaka     |
| Record d'Amérique du Nord  | 37 s 10 | Carter-Frater-Bolt- Powell                                 | Jamaïque                         | 22 août 2008       | Pékin     |
| Record d'Amérique du Sud   | 37 s 90 | de Lima-Ribeiro-A. da Silva-C. da Silva                    | Brésil                           | 30 septembre 2000  | Sydney    |
| Record d'Europe            | 37 s 73 | Gardener-Campbell-Devonish-Chambers                        | Royaume-Uni                      | 29 août 1999       | Séville   |
| Record d'Océanie           | 38 s 17 | Jackson-Brimacombe-Marsh-Henderson                         | Australie                        | 12 août 1995       | Göteborg  |

## Médaillés
| Or       | Argent            | Bronze      |
| Jamaïque | Trinité-et-Tobago | Royaume-Uni |

## Équipes inscrites
Résultats 2009 (sinon, ceux de 2008) :
1. 37 s 85  États-Unis "Red" USA 1ers à Cottbus 8/08/2009 (Terrence Trammell, Michael Rodgers, Shawn Crawford, Darvis Patton)
2. 38 s 10 « Racers Lions Track Club »  Jamaïque 1ers à Kingston (NS)	28/02/2009 (Kenroy Anderson, Yohan Blake, Xavier Brown, Usain Bolt)
3. 38 s 33  Japon JPN 1er à Osaka 09/05/2009 (Mitsuhiro Abiko, Naoki Tsukahara, Shinji Takahira, Kenji Fujimitsu[1])
4. 38 s 37  Trinité-et-Tobago	 TRI	3e Philadelphie	25/04/2009 (Aaron Armstrong, Marc Burns, Emmanuel Callander, Richard Thompson[2])
5. 38 s 40  Allemagne GER à Wattenscheid 2/08/09 (Tobias Unger, Marius Broening, Alexander Kosenkow, Martin Keller[3])
6. 38 s 44  Royaume-Uni GBR 3e Aviva à Londres 25/07/09 (Simeon Williamson, Tyrone Edgar, Marlon Devonish, Harry Aikines-Aryeetey[4])
7. 38 s 62  Canada CAN 4e à Aviva Londres (Hank Palmer, Seyi Smith, Jared Connaughton, Bryan Barnett[5])
8. 38 s 77	  Italie	 ITA		1r1		Leiria	20/06/2009 (Giovanni Tomasicchio, Simone Collio, Emanuele Di Gregorio, Fabio Cerutti[6])
9. 38 s 80	  France	 FRA		2r2		Leiria	20/06/2009 (Ronald Pognon, Martial Mbandjock, Eddy De Lépine, Christophe Lemaitre[7])
10. 38 s 91  Brésil BRA 2e Cottbus 8/08/09 (Vicente de Lima, Sandro Viana, Basílio de Morães, José Carlos Moreira[8])
11. 38 s 96  Australie	 AUS	2 Sydney	28/02/2009 (Patrick Johnson, Joshua Ross, Aaron Rouge-Serret, Matt Davies[9])
12. 39 s 02  Portugal	 POR		2r1		Leiria	20/06/2009 (Dany Gonçalves, Arnaldo Abrantes, João Ferreira, Francis Obikwelu) (NR)
13. 39 s 04  Pays-Bas	 NED	1r1		Bergen	20/06/2009 (Gregory Sedoc, Caimin Douglas, Guus Hoogmoed, Patrick van Luijk[10])
14. 39 s 11   Pologne  	 POL  3r2  	  Leiria  20/06/2009 (Robert Kubaczyk, Marcin Jędrusiński, Kamil Masztak, Dariusz Kuć[11])

en 2008 :
1. 38 s 75 (A)  Afrique du Sud	 RSA	1re Addis-Abeba 2/05/2008 (Hannes Dreyer, Corne du Plessis, Sergio Mullins, Thuso Mpuang[12])
2. 38 s 91  Ghana GHA 2e Lucerne	16/07/2008 (Harry Adu-Mfum, Tanko Braimah, Seth Amoo, Aziz Zakari[13])
3. 38 s 94  Thaïlande THA 2e Nakhon Ratchasima 26/06/2008 (Apinan Sukaphai, Sittichai Suwonprateep, Sompote Suwannarangsri, Siriro Darasuriyong[14])
4. 38 s 99  Suisse 1re à Madrid (Andreas Baumann, Marc Schneeberger, Marco Cribari, Reto Amaru Schenkel[15])

## Équipes favorites[16]
Les temps obtenus ces deux dernières années parlent d'eux-mêmes : si leurs bâtons sont correctement portés en demi-finale et en finale, les États-Unis et la Jamaïque se battront pour le titre, avec un temps qui risque d'être remarquable si la météo le permet. Les Jamaïcains partent de leur record du monde à Pékin et les Américains ont soif de revanche dans une spécialité qu'ils maîtrisent et chercheront à reprendre leur bien. Mais leurs équipes-type (avec tous leurs inscrits au 100 m) n'ont pas encore pris part à une compétition officielle en 2009. Les USA Red de Cottbus par exemple ne comprenaient pas Tyson Gay tandis que Steve Mullings remplacera sans doute Nesta Carter dans l'équipe jamaïcaine, tandis que Yohan Blake a été retiré des compétitions à la suite de la suspicion de dopage par stimulant (disqualifié in fine).
Pour la médaille de bronze, Trinité-et-Tobago, le Japon ou le Royaume-Uni devraient approcher, sauf incident, les 38 secondes, de même que le Brésil, resté au pied du podium à la fois à Pékin et à Osaka. Pour la finale, l'Allemagne, l'Italie — qui a remporté le Championnat d'Europe par équipes de Leiria —, la France ou le Canada devraient compléter le dispositif.

## Résultats

### Séries
Les deux premiers de chaque série et les deux meilleurs temps sont qualifiés pour la finale.
| Rang | Pays              | Athlète                                                               | Temps          |
| ---- | ----------------- | --------------------------------------------------------------------- | -------------- |
| 1    | Trinité-et-Tobago | Darrel Brown Marc Burns Keston Bledman Richard Thompson               | 38 s 47 Q      |
| 2    | Japon             | Masashi Eriguchi Naoki Tsukahara Shinji Takahira Kenji Fujimitsu      | 38 s 53 Q      |
| 3    | France            | Ronald Pognon Martial Mbandjock P.-A. Pessonneaux Christophe Lemaitre | 38 s 59 q (SB) |
| 4    | Brésil            | Vicente de Lima Sandro Viana Basílio de Moraes José Carlos Moreira    | 38 s 72 q (SB) |
| 5    | Suisse            | Pascal Mancini Marc Schneeberger Reto Schenkel Marco Cribari          | 39 s 47        |
| 6    | Afrique du Sud    | Hannes Dreyer Leigh Julius Thuso Mpuang L. J. van Zyl                 | 39 s 71        |

| Rang | Pays        | Athlète                                                               | Temps          |
| ---- | ----------- | --------------------------------------------------------------------- | -------------- |
| 1    | Royaume-Uni | Simeon Williamson Tyrone Edgar Marlon Devonish Harry Aikines-Aryeetey | 38 s 11 Q (SB) |
| 2    | Canada      | Hank Palmer Oluseyi Smith Jared Connaughton Bryan Barnett             | 38 s 60 Q (SB) |
| 3    | Pays-Bas    | Gregory Sedoc Caimin Douglas Guus Hoogmoed Patrick van Luijk          | 38 s 95 (SB)   |
| 4    | Portugal    | Dany Gonçalves Arnaldo Abrantes Ricardo Monteiro Francis Obikwelu     | 39 s 25        |
| 5    | Ghana       | Nana Kofi Samm Tanko Braimah Seth Amoo Aziz Zakari                    | 39 s 61 (SB)   |
| -    | États-Unis  | Terrence Trammell Michael Rodgers Shawn Crawford Darvis Patton        | DQ             |

| Rang | Pays      | Athlète                                                                 | Temps          |
| ---- | --------- | ----------------------------------------------------------------------- | -------------- |
| 1    | Italie    | Roberto Donati Simone Collio Emanuele Di Gregorio Fabio Cerutti         | 38 s 52 Q (SB) |
| 2    | Jamaïque  | Lerone Clarke Michael Frater Steve Mullings Dwight Thomas               | 38 s 60 Q      |
| 3    | Australie | Anthony Alozie Joshua Ross Aaron Rouge-Serret Matt Davies               | 38 s 93 (SB)   |
| 4    | Thaïlande | Apinan Sukaphai Wachara Sondee Suppachai Chimdee Sittichai Suwonprateep | 39 s 73        |
|      | Allemagne | Tobias Unger Marius Broening Alexander Kosenkow Martin Keller           | DNF            |
|      | Pologne   | Michal Bielczyk Dariusz Kuc Mikolaj Lewanski Robert Kubaczyk            | DNS            |

### Demi-finales
Pour départager les 18 équipes inscrites, il y a eu trois demi-finales, ainsi organisées (avec couloir, meilleur temps 2009 et record national) :

#### 1redemi-finale
Vendredi 21 août à 19 h 30.
- 3. 	 Japon (M. Eriguchi, N. Tsukahara, S. Takahira, K. Fujimitsu) 38 s 33 	38 s 03
- 4. 	 Afrique du Sud (H. Dreyer, L. Julius, T. Mpuang, L. J. van Zyl)	39 s 34 	38 s 47
- 5. 	 France (R. Pognon, M. Mbandjock, P.-A. Pessonneaux, C. Lemaitre)	38 s 80 	37 s 79
- 6. 	 Suisse (P. Mancini, M. Schneeberger, R. Schenkel, M. Cribari)	39 s 29 	38 s 99
- 7. 	 Trinité-et-Tobago (D. Brown, M. Burns, K. Bledman, R. Thompson)         38 s 37 	38 s 00
- 8. 	 Brésil (V. de Lima, S. Viana, B. de Moraes, J. C. Moreira) 	38 s 91 	37 s 90

#### 2edemi-finale
Vendredi 21 août à 19 h 38.
- 3. 	 Canada (H. Palmer, O. Smith, J. Connaughton, B. Barnett) 	38 s 62 	37 s 69
- 4. 	 Ghana (N.K. Samm, T. Braimah, S. Amoo, A. Zakari)	40 s 02 	38 s 12
- 5. 	 Portugal (D. Goncalves, A. Abrantes, R. Monteiro, F. Obikwelu)	39 s 02 	39 s 02
- 6. 	 Royaume-Uni (S. Williamson, T. Edgar, M. Devonish, H. Aikines-Aryeetey)	38 s 44 	37 s 73
- 7. 	 États-Unis (T. Trammell, M. Rodgers, S. Crawford, D. Patton)	37 s 85 	37 s 40
- 8. 	 Pays-Bas (G. Sedoc, C. Douglas, G. Hoogmoed, P. van Luijk)	39 s 04 	38 s 63

#### 3edemi-finale
Vendredi 21 août à 19 h 46.
- 3. 	 Jamaïque (L. Clarke, M. Frater, S. Mullings, D. Thomas)	38 s 10 	37 s 10
- 4 	 Australie (A. Alozie, J. Ross, A. Rouge-Serret, M. Davies)	38 s 96 	38 s 17
- 5 	 Thaïlande (A. Sukaphai, W. Sondee, S. Chimdee, S. Suwonprateep) 39 s 48 	38 s 80
- 6 	 Pologne (M. Bielczyk, D. Kuc, M. Lewanski, R. Kubaczyk)	39 s 11 	38 s 33 (DNS)
- 7 	 Italie (R. Donati, S. Collio, E. Di Gregorio, F. Cerutti)	38 s 77 	38 s 37
- 8 	 Allemagne (T. Unger, M. Broening, A. Kosenkow, M. Keller)	38 s 40 	38 s 30

#### Analyse des demi-finales
Les séries du 4 × 100 m sont généralement réputées pour les cas de disqualification ou des non-transmissions de témoins, et, la journée du 21 août, avec une pluie battante et des courses fortement retardées (de plus d'une heure et demie) n'a pas fait exception à la règle, quoique dans une moindre mesure :
- les États-Unis sont en effet disqualifiés, après réclamation britannique, par le jury d'appel pour transmission du bâton hors secteur ;
- l'Allemagne ne termine pas pour témoin non transmis par Martin Keller, dans la dernière demi-finale. Ce qui élimine quand même deux des favoris de la finale.

Dans la première demi-finale, Trinité-et-Tobago, avec une équipe comprenant deux des finalistes du 100 m, Marc Burns et Richard Thompson, remporte la course en 38 s 47, tandis qu'un Japon en force termine tout près en 38 s 53. La France, avec des passages de témoin approximatifs et avec comme dernier relayeur Christophe Lemaitre — qui rattrape le retard à la transmission du témoin (4e) et qui réalise une belle remontée — obtient, en 38 s 59, le meilleur temps des non-qualifiés directement, suivie par le Brésil (qui avait terminé 4e à Osaka et à Pékin) assez loin derrière, en 38 s 72, ce qui sera, après la disqualification américaine, le dernier temps des qualifiés.
Si les États-Unis l'emportent devant le Royaume-Uni dans la deuxième demi-finale, ce sera une victoire bien éphémère : avec exactement la même composition du relais que celle (« USA Red ») qui avait réalisé au début du mois d'août 37 s 85 à Cottbus, les Américains terminent en tête avec un hypothétique 37 s 97. Mais le tout dernier relais, hors zone d'après le jury d'appel (le témoin a été transmis "avant" la zone de transmission, ce qui est une première dans une compétition majeure), leur fut fatal. Du coup, le meilleur temps demeure celui des Britanniques, qui obtiennent également à cette occasion leur meilleure performance de l'année, en 38 s 11. Le Canada, promu deuxième, est également qualifié directement en 38 s 60 et confirme son temps obtenu à Cottbus (38 s 62) avec la même composition du relais.
La pluie cesse peu à peu de tomber pour le départ de la dernière demi-finale où le Stade olympique attend de voir l'équipe jamaïcaine à l'œuvre. Mais celle n'est composée que par un seul des recordmen de l'an dernier : Michael Frater. Lerone Clarke en première fraction, le finaliste du 200 m Steve Mullings en deuxième et celui du 110 m haies Dwight Thomas pour la dernière, complètent ce relais inhabituel. Du coup, les Jamaïcains terminent seconds, avec 38 s 60, juste derrière une Italie au meilleur de sa forme, en 38 s 52. C'est la première fois depuis le bronze obtenu en 1995 que l'Italie accède à la finale du relais. L'Allemagne, en revanche, est le seul relais à ne pas terminer la course, Alexander Kosenkow, le 3e relayeur, parti sans doute trop tôt, ne recevant pas son bâton. Leur précédent 38 s 40 début août et le fait de courir à Berlin n'auront pas suffi.
Pour la finale, Asafa Powell était annoncé à tort comme incertain, rendant moins évident un troisième record du monde d'affilée, avec Usain Bolt devenu déterminant pour la victoire, et ouvrant la compétition pour les médailles, non seulement aux Britanniques et aux Trinidadiens, vainqueurs des demi-finales mais aussi aux Italiens qui se partageront les bons couloirs, ceux placés au centre (contrairement au Brésil, placé au second, et à la France, placée au premier couloir).

### Finale (22 août)
| Rang               | Pays              | Athlète                                                                  | Temps        |
| ------------------ | ----------------- | ------------------------------------------------------------------------ | ------------ |
| Médaille d'or      | Jamaïque          | Usain Bolt, Michael Frater, Steve Mullings, Asafa Powell                 | 37 s 31 (CR) |
| Médaille d'argent  | Trinité-et-Tobago | Darrel Brown, Marc Burns, Keston Bledman, Richard Thompson               | 37 s 62 (NR) |
| Médaille de bronze | Royaume-Uni       | Simeon Williamson, Tyrone Edgar, Marlon Devonish, Harry Aikines-Aryeetey | 38 s 02 (SB) |
| 4                  | Japon             | Masashi Eriguchi, Naoki Tsukahara, Shinji Takahira, Kenji Fujimitsu      | 38 s 30 (SB) |
| 5                  | Canada            | Sam Effah, Oluseyi Smith, Jared Connaughton, Bryan Barnett               | 38 s 39 (SB) |
| 6                  | Italie            | Roberto Donati, Simone Collio, Emanuele Di Gregorio, Fabio Cerutti       | 38 s 54      |
| 7                  | Brésil            | Vicente de Lima, Sandro Viana, Basílio de Moraes, José Carlos Moreira    | 38 s 56 (SB) |
| 8                  | France            | Ronald Pognon, Martial Mbandjock, Eddy De Lépine, Christophe Lemaitre    | 39 s 21      |

## Légende
Records et Performances
- AR : Record continental (area record)
- CR : Record des championnats (championship record)
- MR : Record du meeting (meet record)
- NR : Record national (national record)
- OR : Record olympique (olympic record)
- PR : Record paralympique (paralympic record)
- PB : Record personnel (personal best)
- SB : Meilleure performance personnelle de la saison (season's best)
- WL : Meilleure performance mondiale de l'année (world leader)
- WJR : Record du monde junior (world junior record)
- WR : Record du monde (world record)

Circonstances et Conditions
- DNF : N'a pas terminé (did not finish)
- DNS : N'a pas pris le départ (did not start)
- DQ : Disqualification (disqualification)
- NM : Aucun essai valable enregistré (No Mark)
- Q : Qualifié « directement » au prochain tour (ou à la prochaine compétition), lors d'une compétition majeure, grâce au classement ou à la réalisation des minima (automatic qualifier)
- q : Qualifié au prochain tour (ou à la prochaine compétition), lors d'une compétition majeure, grâce au repêchage ou à la réalisation de l'une des meilleures performances parmi celles des « non qualifiés directement » (grâce au meilleur temps ou à la meilleure distance par exemple) (secondary qualifier)